# Charlevoix (Míchigan)
Charlevoix es una ciudad ubicada en el condado de Charlevoix en el estado estadounidense de Míchigan. Es sede del condado de Charlevoix. En el Censo de 2010 tenía una población de 2513 habitantes y una densidad poblacional de 446,93 personas por km².

## Geografía
Charlevoix se encuentra ubicada en las coordenadas 45°18′52″N 85°15′15″O / 45.31444, -85.25417. Según la Oficina del Censo de los Estados Unidos, Charlevoix tiene una superficie total de 5.62 km², de la cual 5.3 km² corresponden a tierra firme y (5.67%) 0.32 km² es agua.

## Demografía
Según el censo de 2010, había 2513 personas residiendo en Charlevoix. La densidad de población era de 446,93 hab./km². De los 2513 habitantes, Charlevoix estaba compuesto por el 94.23% blancos, el 1.23% eran afroamericanos, el 2.03% eran amerindios, el 0.48% eran asiáticos, el 0% eran isleños del Pacífico, el 0.24% eran de otras razas y el 1.79% pertenecían a dos o más razas. Del total de la población el 0.92% eran hispanos o latinos de cualquier raza.